# Феодосийский учительский институт
Феодосийский учительский институт — педагогическое высшее учебное заведение Российской империи и среднее специальное учебное заведение СССР в Феодосии, существовало в разных организационных формах с 1874 года по 1941 год.

## История

### Дореволюционный период
Феодосийский учительский институт был открыт в январе 1874 года с целью подготовки учителей городских школ по инициативе тогдашнего попечителя Одесского учебного округа С. П. Голубцова, который предложил организовать и возглавить его педагогу и историку статскому советнику М. Ф. Шугурову.
В заведение принимали выпускников семинарий, уездных и городских училищ которые достигли 16 лет. Обучение продолжалось 3 года. Количество студентов достигала 90 человек. Большинство из них происходило из семей служащих, мещан, крестьян. Стипендия была в размере 14 рублей в месяц. К 1915 году институт был расположен в трехэтажном здании бывшего Халибовского армянского училища, закрытого по финансовым причинам.
В дальнейшем директором был С. Ю. Богоявленский, который закончил Духовную академию. Русский язык и литературу преподавал П. М. Колыбелин, естественные науки — В. Ф. Долгополов, математику — К. И. Гроссу, астрономию и историю — Д. А. Марков (в свое время слушал лекции В. И. Ключевского), рисунок и чертежи — художник Б. Н. Липкин.
При институте работали годичные курсы по подготовке учителей начальных школ.
Студенты института были организаторами многих культурных мероприятий в городе, занимались театральной и зрелищной самодеятельностью, давали концерты в городе.
После пожара в доме Халибова (в 1915 год) Институт располагался в здании Феодосийской мужской гимназии.

### Советский период
После установления в Феодосии Советской власти учительский институт был преобразован в педагогический институт, а в 1920 году — в Институт народного образования.
Осенью 1923 года институт был реорганизован в педагогический техникум для подготовки учителей сельских школ.
Понимая недостатки в подготовке учителей и других категорий педагогических работников для школ, Наркомат просвещения Крымской АССР принял ряд мер в соответствии с решениями центральных образовательных органов. В январе 1924 года президиум Главной Ученого Совета (ГВУ) Наркомпроса РСФСР утвердила «Основы строительства педагогического образования». В этом документе конкретезировались задачи основных типов педагогических учебных заведений.
Наркомат образования Крыма предложил руководству техникумов осуществить перестройку учебного процесса. В решении Наркомата образования Крыма указывалось, что педагогический техникум имеет целью подготовку низовых работников социального воспитания для дошкольных учреждений, школ 1-й степени, детских домов и просветительских заведений.
В педагогический техникум поступали выпускники семилетней школы или лица, которые имели соответствующее образование. Срок обучения в педагогическом техникуме был 4 года. На первом и втором курсах студенты изучали курс единой трудовой школы и методика преподавания базовых предметов. Параллельно с этим ученики должны были овладеть практическими знаниями организации производства в зависимости от специализации — либо АПК, либо промышленность. С третьего курса начиналась специализация по линии работы в дошкольных учреждениях, школах 1-й степени, детских домах и заведениях политпросвещения.
В 1935 году в Феодосийском педагогическом техникуме было еврейское и немецкое отделения, готовили учителей для национальных сельских школ.
Учебное заведение просуществовал до 1941 года.

## Известные преподаватели
- Богоявленский С. Ю.  (директор)
- Лагорио Е. А. (директор)
- Маргаритов С. Д. (директор)
- Шугуров М. Ф. (директор)

## Известные выпускники
- Орленко, Михаил Иванович  — украинский советский математик, профессор.
- Сытин, Петр Васильевич  — советский историк, краевед.
- Шахрай, Василий Матвеевич  — украинский политический деятель.